# Technologie wytwarzania cyfrowych układów scalonych
Poniżej przedstawiono trzy główne rodzaje układów scalonych, z rozróżnieniem na sposób ich wytwarzania.

## Układy logiczne typu ECL
Skrót ECL oznacza układy logiczne o sprzężeniach emiterowych (ang. emitter coupled logic). Często są stosowane przez producentów określenia innego rodzaju. Układy typu ECL cechuje największa szybkość przełączania – czasy przełączania wynoszą kilka nanosekund. Możliwa jest zatem praca układów przy częstotliwości 150 MHz, o ile pozwolą na to układy peryferyjne. Do zasilania układów typu ECL potrzebne są zwykle dwa napięcia, w tym jedno ujemne (np. –3 V).
| I/O     | stan wysoki (H) | stan niski (L) |
| ------- | --------------- | -------------- |
| wejście | 0 ÷ -0.75 V     | poniżej –1.6 V |
| wyjście | 0 ÷ 0.6 V       | -1.75 ÷ -5V    |

## Układy logiczne typu TTL
Skrót TTL pochodzi od angielskich słów transistor- transistor- logic. Układy TTL są najczęściej stosowanymi scalonymi układami cyfrowymi. Napięcie zasilania układów TTL wynosi 5 V i powinno być stabilizowane z dokładnością 5%. Minimalne czasy przełączania nie są mniejsze od 10 ns, w związku z tym maksymalna częstotliwość pracy tych układów nie przekracza 50 MHz. Do jednego wyjścia układy TTL może być dołączonych 10 wejść dalszych układów TTL. 
| I/O     | stan wysoki (H) | stan niski (L) |
| ------- | --------------- | -------------- |
| wejście | większe niż 2 V | od 0.8 V       |
| wyjście | powyżej 2.4 V   | poniżej 0.4 V  |

## Układy logiczne typu C- MOS
Układy scalone typu C- MOS (ang. complementar metal oxid- Silicium) są zbudowane na tranzystorach polowych wykonanych techniką MOS (ang. metal oxid semiconductor), których podstawową cechą jest bardzo duża rezystancja wejściowa. Symbol C oznacza, że bramki wykonane są techniką komplementarną, tzn. zawierają co najmniej dwa połączone szeregowe tranzystory, z których jeden jest z kanałem typu p, a drugi z kanałem typu n. Można stwierdzić, że obydwa tranzystory pracują dwustanowo przyjmując na przemian przeciwne stany pracy. Napięcie zasilania układów typu C- MOS mieści się w przedziale 5 ÷ 15 V, przy czym 15 V nie powinno być z zasady przekraczane. Pobór mocy przy technice MOS jest minimalny i mierzy się go w μW.